# Anthony Allison
Anthony Allison, född 5 maj 1987, är en liberianskfödd amerikansk fotbollsspelare som spelat med Umeå FC säsongen 2013. 
Allisons födelsenamn var Sargbah Tarpeh, han ändrade det till sin nuvarande form under 2009. Den liberianska landslagsspelaren Dulee Johnson är Allisons farbror.

## Karriär
Allison har tidigare spelat för Puerto Rico Islanders innan han flyttade till Sverige och IFK Sundsvall under 2011.
Efter en tids provspel skrev Allison den 28 mars 2013 ett tvåårskontrakt med Umeå FC. Allison assisterade till UFC:s första mål för säsongen och gjorde sedan det andra själv i debutmatchen som slutade 2-0 borta mot IK Frej.
Efter säsongen 2013 bröt Allison kontraktet och säsongen 2014 värvades han till Frånö SK i Division 3.